# Trayectorias socioeconómicas compartidas

Los SSP mapeados en los espacios de mitigación y adaptación

Las trayectorias socioeconómicas compartidas (SSP, por sus siglas en inglés) son escenarios de cambios socioeconómicos globales proyectados hasta 2100. Se utilizan para derivar escenarios de emisiones de gases de efecto invernadero según diferentes políticas climáticas.
Los escenarios son:

Concentraciones de CO₂ atmosférico por SSP a lo largo del (proyectado por MAGICC6, un modelo climático de complejidad simple/reducida). Cada punto representa un promedio de valores simulados generados a partir de 6 modelos climáticos (AIM/CGE, GCAM4, IMAGE, MESSAGE-GLOBIOM, REMIND-MAGPIE y WITCH-GLOBIOM).

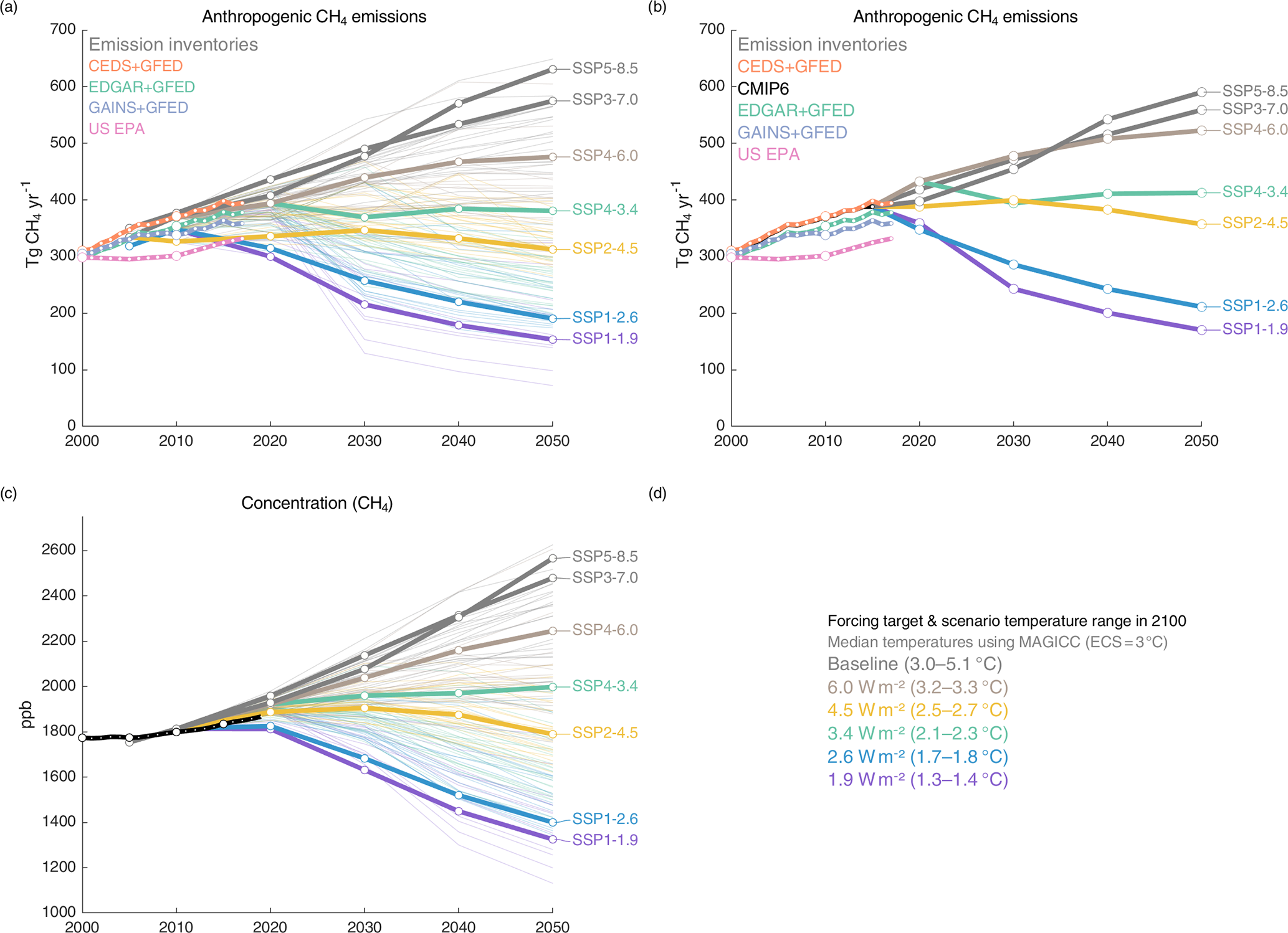
Proyecciones de emisiones de metano.

- SSP1: Sostenibilidad (tomar el camino verde)
- SSP2: Mitad del camino
- SSP3: Rivalidad regional (un camino rocoso)
- SSP4: Desigualdad (un camino dividido)
- SSP5: Desarrollo impulsado por combustibles fósiles (tomar la autopista)[4]

Los escenarios se utilizarán para ayudar a producir el Sexto Informe de Evaluación del IPCC sobre el cambio climático, previsto para 2021.
Los SSP proporcionan narrativas que describen desarrollos socioeconómicos alternativos. Estas narrativas son una descripción cualitativa de la lógica que relaciona elementos de las narrativas entre sí. En términos de elementos cuantitativos, proporcionan datos que acompañan a los escenarios sobre población nacional, urbanización y PIB (per cápita). Los SSP se pueden combinar con varios Modelos de Evaluación Integrada (IAM), para explorar posibles caminos futuros tanto en lo que respecta a las variables socioeconómicas como climáticas.

## SSP1: Sostenibilidad (tomar el camino verde)
El mundo cambia gradualmente, pero de manera generalizada, hacia un camino más sostenible, enfatizando un desarrollo más inclusivo que respeta los límites ambientales percibidos. La gestión de los bienes comunes mundiales mejora lentamente, las inversiones en educación y salud aceleran la transición demográfica y el énfasis en el crecimiento económico se desplaza hacia un énfasis más amplio en el bienestar humano. Impulsada por un compromiso cada vez mayor con el logro de los objetivos de desarrollo, la desigualdad se reduce tanto entre los países como dentro de ellos. El consumo está orientado hacia un bajo crecimiento material y una menor intensidad de recursos y energía.

## SSP2: Mitad del camino
El mundo sigue un camino en el que las tendencias sociales, económicas y tecnológicas no se desvían marcadamente de los patrones históricos. El desarrollo y el crecimiento de los ingresos avanzan de manera desigual, con algunos países logrando un progreso relativamente bueno mientras que otros no cumplen con las expectativas. Las instituciones mundiales y nacionales trabajan para lograr los objetivos de desarrollo sostenible, pero lo hacen lentamente. Los sistemas ambientales experimentan degradación, aunque hay algunas mejoras y, en general, la intensidad del uso de recursos y energía disminuye. El crecimiento de la población mundial es moderado y se estabiliza en la segunda mitad del siglo. La desigualdad de ingresos persiste o mejora solo lentamente y persisten los desafíos para reducir la vulnerabilidad a los cambios sociales y ambientales.

## SSP3: Rivalidad regional (un camino rocoso)
El resurgimiento del nacionalismo, las preocupaciones sobre la competitividad y la seguridad y los conflictos regionales empujan a los países a centrarse cada vez más en cuestiones nacionales o, como mucho, regionales. Las políticas cambian con el tiempo para orientarse cada vez más hacia cuestiones de seguridad nacional y regional. Los países se centran en alcanzar los objetivos de seguridad energética y alimentaria dentro de sus propias regiones a expensas de un desarrollo de base más amplia. Disminuyen las inversiones en educación y desarrollo tecnológico. El desarrollo económico es lento, el consumo es intensivo en materiales y las desigualdades persisten o empeoran con el tiempo. El crecimiento de la población es bajo en los países industrializados y alto en los países en desarrollo. Una baja prioridad internacional para abordar las preocupaciones ambientales conduce a una fuerte degradación ambiental en algunas regiones.

## SSP4: Desigualdad (un camino dividido)
Las inversiones sumamente desiguales en capital humano, combinadas con las crecientes disparidades en las oportunidades económicas y el poder político, conducen a un aumento de las desigualdades y la estratificación tanto entre los países como dentro de ellos. Con el tiempo, se ensancha la brecha entre una sociedad conectada internacionalmente que contribuye a los sectores de la economía mundial intensivos en conocimiento y capital, y una colección fragmentada de sociedades de bajos ingresos y con poca educación que trabajan en una economía de baja tecnología y con un uso intensivo de mano de obra. La cohesión social se degrada y los conflictos y los disturbios se vuelven cada vez más comunes. El desarrollo tecnológico es alto en la economía y los sectores de alta tecnología. El sector energético globalmente conectado se diversifica, con inversiones tanto en combustibles intensivos en carbono como el carbón y petróleo no convencional, como también en fuentes de energía bajas en carbono. Las políticas medioambientales se centran en los problemas locales de las zonas de ingresos medios y altos.

## SSP5: Desarrollo impulsado porcombustibles fósiles(tomar la autopista)
Este mundo confía cada vez más en los mercados competitivos, la innovación y las sociedades participativas para producir un rápido progreso tecnológico y el desarrollo del capital humano como camino hacia el desarrollo sostenible. Los mercados globales están cada vez más integrados. También hay fuertes inversiones en salud, educación e instituciones para mejorar el capital humano y social. Al mismo tiempo, el impulso por el desarrollo económico y social se combina con la explotación de abundantes recursos de combustibles fósiles y la adopción de estilos de vida intensivos en recursos y energía en todo el mundo. Todos estos factores conducen a un rápido crecimiento de la economía mundial, mientras que la población mundial alcanza su punto máximo y disminuye en el siglo XXI. Los problemas ambientales locales como la contaminación del aire se gestionan con éxito. Existe fe en la capacidad de gestionar con eficacia los sistemas sociales y ecológicos, incluso mediante la geoingeniería si es necesario.

## Implicaciones proyectadas de los escenarios
Un estudio de 2020 proyecta que las regiones habitadas por un tercio de la población humana podrían llegar a ser tan calientes como las partes más calientes del Sahara en 50 años sin un cambio en los patrones de crecimiento de la población y sin migración, a menos que se reduzcan las emisiones de gases de efecto invernadero. La temperatura media anual proyectada de más de 29 °C para estas regiones estaría fuera del "nicho de temperatura humana", un rango sugerido para el clima biológicamente adecuado para los humanos basado en datos históricos de temperaturas medias anuales experimentadas por poblaciones de densidades variables desde hace alrededor de 6.000 en todo el mundo. Las regiones más afectadas tienen poca capacidad de adaptación a partir de 2020. La siguiente matriz muestra sus proyecciones para el tamaño de las poblaciones fuera del "nicho de la temperatura humana", que por lo tanto pueden tratar de emigrar fuera de sus regiones, en diferentes escenarios de cambio climático y proyecciones contemporáneas de crecimiento de la población para 2070:
| Escenario demográfico ( SSP ) | Crecimiento de la población mundial (miles de millones) | Población mundial (miles de millones) | Escenario climático                                           | Escenario climático                     | Escenario climático                                           |
| Escenario demográfico ( SSP ) | Crecimiento de la población mundial (miles de millones) | Población mundial (miles de millones) | RCP 2.6                                                       | RCP 4.5                                 | RCP 8.5                                                       |
| Escenario demográfico ( SSP ) | Crecimiento de la población mundial (miles de millones) | Población mundial (miles de millones) | aumento medio de la temperatura global proyectada de ~ 1,5 °C | -                                       | aumento medio de la temperatura global proyectada de ~ 3,2 °C |
| Escenario demográfico ( SSP ) | Crecimiento de la población mundial (miles de millones) | Población mundial (miles de millones) | Fuera del "nicho climático humano" (bn)                       | Fuera del "nicho climático humano" (bn) | Fuera del "nicho climático humano" (bn)                       |
| ----------------------------- | ------------------------------------------------------- | ------------------------------------- | ------------------------------------------------------------- | --------------------------------------- | ------------------------------------------------------------- |
| Crecimiento cero              | 0,00                                                    | 7.26                                  | 1,06 ± 0,30                                                   | 1,62 ± 0,42                             | 2,37 ± 0,43                                                   |
| SSP1                          | 0,98                                                    | 8.24                                  | 1,20 ± 0,34                                                   | 1,84 ± 0,48                             | 2,69 ± 0,49                                                   |
| SSP2                          | 2,20                                                    | 9.46                                  | 1,38 ± 0,39                                                   | 2,12 ± 0,55                             | 3,09 ± 0,56                                                   |
| SSP3                          | 3,88                                                    | 11.14                                 | 1,63 ± 0,46                                                   | 2,49 ± 0,65                             | 3,64 ± 0,66                                                   |
| SSP4                          | 2,20                                                    | 9.46                                  | 1,38 ± 0,39                                                   | 2,12 ± 0,55                             | 3,09 ± 0,56                                                   |
| SSP5                          | 1,21                                                    | 8.47                                  | 1,24 ± 0,35                                                   | 1,89 ± 0,49                             | 2,76 ± 0,50                                                   |